# Frauendorf
Frauendorf és una ciutat alemanya que pertany a l'estat de Brandenburg. Forma part de l'Amt Ortrand. Limita amb Tettau i Ruhland al nord-oest, Kroppen i Lindenau al sud-oest.

## Demografia
| Població de Frauendorf de 1875 a 2007 | Població de Frauendorf de 1875 a 2007 | Població de Frauendorf de 1875 a 2007 | Població de Frauendorf de 1875 a 2007 | Població de Frauendorf de 1875 a 2007 | Població de Frauendorf de 1875 a 2007 | Població de Frauendorf de 1875 a 2007 | Població de Frauendorf de 1875 a 2007 | Població de Frauendorf de 1875 a 2007 | Població de Frauendorf de 1875 a 2007 | Població de Frauendorf de 1875 a 2007 | Població de Frauendorf de 1875 a 2007 |
| Any                                   | Població                              | Any                                   | Població                              | Any                                   | Població                              | Any                                   | Població                              | Any                                   | Població                              | Any                                   | Població                              |
| ------------------------------------- | ------------------------------------- | ------------------------------------- | ------------------------------------- | ------------------------------------- | ------------------------------------- | ------------------------------------- | ------------------------------------- | ------------------------------------- | ------------------------------------- | ------------------------------------- | ------------------------------------- |
| 1777                                  | 28                                    | 1825                                  | 382                                   | 1871                                  | 587                                   | 1875                                  | 181                                   | 1875                                  | 600                                   | 1890                                  | 600                                   |
| 1910                                  | 650                                   | 1925                                  | 685                                   | 1933                                  | 780                                   | 1939                                  | 849                                   | 1946                                  | 940                                   | 1950                                  | 997                                   |
| 1964                                  | 957                                   | 1971                                  | 917                                   | 1981                                  | -                                     | 1985                                  | -                                     | 1989                                  | -                                     | 1990                                  | -                                     |
| 1991                                  | -                                     | 1992                                  | -                                     | 1993                                  | 818                                   | 1994                                  | 819                                   | 1995                                  | 818                                   | 1996                                  | 820                                   |
| 1997                                  | 822                                   | 1998                                  | 831                                   | 1999                                  | 849                                   | 2000                                  | 829                                   | 2001                                  | 823                                   | 2002                                  | 806                                   |
| 2003                                  | 815                                   | 2004                                  | 804                                   | 2005                                  | 798                                   | 2006                                  | 804                                   | 2007                                  | 783                                   |                                       |                                       |